# Forever in a Day (Stargate SG-1)
Forever in a Day (La Eternidad en un Día) es el décimo episodio de la tercera temporada de la serie de televisión de ciencia ficción Stargate SG-1, y el quincuagésimo cuarto capítulo de toda la serie.

## Trama
El SG-1 y otros soldados SG, viajan a un mundo desconocido para salvar a los abydonios, quienes han sido secuestrados por Amonet/Sha're, quien pretende recuperar al hijo de Apophis. A pesar de la diferencia numérica, los equipos SG resultan victoriosos. No obstante, Teal'c tiene que matar a Amonet (y a Sha're) para salvar a Daniel del dispositivo manual que ella estaba usando para matarlo. Pronto, Daniel comienza a tener algunas extrañas visiones de Sha're que ocurren aparentemente el mismo día. En unas Sha're está viva, en otras no, pero en todas ellas, Sha're aparentemente intenta decirle algo. Daniel finalmente descubre que sigue en el mismo instante, cuando Sha're lo atacaba, y que ella está tratando de enviarle, mediante aquel dispositivo, un mensaje para que encuentre y proteja al niño, porque este posee todos el conocimiento de los Goa'uld al ser hijo de 2 de ellos. Teal'c mata, esta vez de verdad, a Amonet/Sha're y esta cae al piso con Daniel, quien se despide por última vez de ella, diciendo que siempre la amara.

## Artistas invitados
- Vaitiare Bandera como Sha're/Amonet.
- Erick Avari como Kasuf.
- Jason Schombing como el Dr. Robert Rothman.